# Blue Öyster Cult
A Blue Öyster Cult amerikai rockegyüttes, amely 1967-es megalakulásától fogva a mai napig aktív. A csapat legismertebb dalai közé tartozik a Godzilla, a (Don't Fear) The Reaper, és a Burnin' for You. A 70-es években az együttes az Amerikai Egyesült Államok egyik elsőrangú hard rock képviselője volt, az Államokban 9, míg világszerte 14 millió lemezt adott el.

## Történet
A zenekar 1967-ben indult New Yorkban, először olyan neveken, mint Cows, Oaxaca, Soft White Underbelly, Stalk Forest. Két kiadatlanul maradt LP-t készítettek az Elektránál, majd mentoruk Sandy Pearlman - a Crawdaddy magazin kritikusa - segítségével, 1971-ben a Columbiához szerződtek, és kiadták új nevüket viselő, bemutatkozó lemezüket (Sandy az amerikai Black Sabbathot látta bennük). Első anyaguk jól fogyott, így olyan sztárok koncertjei előtt léphettek fel, mint Alice Cooper, a Byrds, vagy a Mahavishnu Orchestra. Második albumuk (Tyranny And Mutation - 1973) szintén sikeres lett, de az igazi áttörést az 1974-es Secret Treaties hozta meg számukra, melyen olyan emblematikus dalok hallhatóak, mint a Dominance And Submission, az Astronomy vagy a Patti Smithszel közösen írt Career Of Evil. A punk nagyasszonya egyébként a '70-es évek derekán számos szerzeményükhöz írt dalszöveget. Az 1975-ös élő LP a On Your Feet Or On Your Knees jól tükrözte vissza kirobbanó színpadi produkciójukat. Az 1976-os Agents Of Fortune puhább hangvételűre sikeredett, és a (Don't Fear) The Reaper című szám USA slágerré vált, az anyag az Amerikai Egyesült Államokban aranylemez lett. A korongot népszerűsítő turnén használták először a később védjegyükké vált lézertechnikát. A következő években zenéjük tovább poposodott, noha élőben továbbra sem okoztak csalódást a rajongóiknak, mint azt például a platinalemezzé vált második koncert LP-jük a Some Enchanted Evening dokumentálta. A brit heavy metal új hullámának (Iron Maiden, Saxon, Judas Priest, Diamond Head stb.) térnyerésével a nyolcvanas években a Blue Öyster Cult újra a keményebb zene felé fordult, és még számos sikeres lemezt jelentetett meg, de ezek jelentősége folyamatosan csökkent. 1985-ben újra Európában koncerteztek, és megjelentették tizenharmadik Club Ninja című lemezüket, melynek producere ismét Sandy Pearlman volt, akivel 1977-ben egyszer már szakítottak. Az 1988-as Imaginos LP után brit turnét tettek, majd nem hallattak magukról egy ideig. A '90-es éveket és az újévezredet - a turnék mellett - sok tagcserével, két stúdióalbummal, valamint koncertlemezekkel és válogatásokkal vészelték át.

## Diszkográfia
| Title                                                                         | Year | US  | US Mainstream Rock | UK |
| ----------------------------------------------------------------------------- | ---- | --- | ------------------ | -- |
| Stúdiólemezek                                                                 |      |     |                    |    |
| Blue Öyster Cult                                                              | 1972 | 172 | -                  | -  |
| Tyranny and Mutation                                                          | 1973 | 122 | -                  | -  |
| Secret Treaties                                                               | 1974 | 53  | -                  | -  |
| Agents of Fortune                                                             | 1976 | 29  | -                  | 26 |
| Spectres                                                                      | 1977 | 43  | -                  | 60 |
| Mirrors                                                                       | 1979 | 44  | -                  | 46 |
| Cultösaurus Erectus                                                           | 1980 | 34  | -                  | 12 |
| Fire of Unknown Origin                                                        | 1981 | 24  | -                  | 29 |
| The Revölution by Night                                                       | 1983 | 93  | -                  | 95 |
| Club Ninja                                                                    | 1986 | 63  | -                  | -  |
| Imaginos                                                                      | 1988 | 122 | -                  | -  |
| Heaven Forbid                                                                 | 1998 | -   | -                  | -  |
| Curse of the Hidden Mirror                                                    | 2001 | -   | -                  | -  |
| St. Cecilia: The Elektra Recordings (recorded in 1970 as Stalk-Forrest Group) | 2001 | -   | -                  | -  |
| Koncertlemezek                                                                |      |     |                    |    |
| On Your Feet or on Your Knees                                                 | 1975 | 22  | -                  | -  |
| Some Enchanted Evening                                                        | 1978 | 44  | -                  | 18 |
| Extraterrestrial Live                                                         | 1982 | 29  | -                  | 39 |
| Live 1976                                                                     | 1994 | -   | -                  | -  |
| A Long Day's Night                                                            | 2002 | -   | -                  | -  |
| Filmzenék                                                                     |      |     |                    |    |
| Heavy Metal                                                                   | 1981 | -   | -                  | -  |
| Bad Channels Soundtrack                                                       | 1992 | -   | -                  | -  |
| "The Stoned Age"                                                              | 1994 | -   | -                  | -  |
| Stephen King Végítélet (The Stand)                                            | 1994 |     |                    |    |
| "Halloween"                                                                   | 2007 | -   | -                  | -  |
| Videójátékok zenéi                                                            |      |     |                    |    |
| Ripper                                                                        | 1996 | -   | -                  | -  |
| Guitar Hero                                                                   | 2005 | -   | -                  | -  |
| Prey                                                                          | 2006 | -   | -                  | -  |
| True Crime: New York City                                                     | 2006 | -   | -                  | -  |
| Guitar Hero III: Legends of Rock                                              | 2007 | -   | -                  | -  |
| Rock Band                                                                     | 2007 | -   | -                  | -  |
| Shaun White Snowboarding                                                      | 2008 | -   | -                  | -  |
| Guitar Hero: Smash Hits                                                       | 2009 | -   | -                  | -  |
| Válogatásalbumok                                                              |      |     |                    |    |
| Career of Evil: The Metal Years                                               | 1990 | -   | -                  | -  |
| On Flame with Rock and Roll                                                   | 1990 | -   | -                  | -  |
| Workshop of the Telescopes (2-disc set)                                       | 1995 | -   | -                  | -  |
| Super Hits                                                                    | 1998 | -   | -                  | -  |
| Don't Fear the Reaper: The Best of Blue Öyster Cult                           | 2000 | -   | -                  | -  |
| The Essential Blue Öyster Cult                                                | 2003 | -   | -                  | -  |
| Kislemezek                                                                    |      |     |                    |    |
| "(Don't Fear) The Reaper"                                                     | 1976 | 12  | -                  | 16 |
| "In Thee"                                                                     | 1979 | 74  | -                  | -  |
| "Burnin' for You"                                                             | 1981 | 40  | 1                  | -  |
| "Joan Crawford"                                                               | 1981 | -   | 49                 | -  |
| "Roadhouse Blues"                                                             | 1982 | -   | 24                 | -  |
| "Shooting Shark"                                                              | 1983 | 83  | 16                 | -  |
| "Take Me Away"                                                                | 1983 | -   | 11                 | -  |
| "Dancin' In The Ruins"                                                        | 1986 | -   | 9                  | -  |
| "Astronomy"                                                                   | 1988 | -   | 12                 | -  |